# Peña Telera
La Peña Telera es un pico que forma parte de la Sierra pirenaica de la Partacua, cordal montañoso que separa el Valle de Tena de la Tierra de Biescas en la comarca del Alto Gállego (Huesca). Se eleva 2764 m s. n. m. y presenta una notable prominencia, especialmente por su cara sur, donde el desnivel es de casi 2000 metros. Junto al resto de la Partacua y a la vecina Sierra Tendeñera, la Peña Telera forma una muralla natural que aísla climáticamente el Valle de Tena. Al norte de esta sierra las temperaturas son más bajas y la precipitación sensiblemente más alta. A sus pies se encuentra la localidad de Piedrafita de Jaca.

## Ascensión
A los pies de la Peña Telera se encuentra el ibón de Piedrafita, lugar desde donde suelen partir las escaladas de esta montaña por su cara norte. La Peña Telera es un destino habitual de los aficionados al montañismo debido a su relativa dificultad de escalada. Para alpinistas experimentados el ascenso de Peña Telera lleva unas 8 horas con buenas condiciones meteorológicas y equipados de material especializado. 
La ruta normal de ascensión, que no exige técnicas de escalada, aunque implica alguna trepada y pasos aéreos, parte del Ibón de Piedrafita y asciende al Cuello de Cabacherizas, desde donde tras un flanqueo aéreo, seguido de una trepada, se dirige directo a cima, llegándose desde el Ibón en poco más de 3h.